# Palais national des congrès du Vietnam
Le palais national des congrès du Vietnam est un bâtiment sur Thăng Long Boulevard dans le district de Nam Từ Liêm à Hanoï, Viêt Nam, dessiné par Meinhard von Gerkan et Nikolaus Goetze du bureau d'architecture Gerkan, Marg and Partners.

## Description

### Histoire
Meinhard von Gerkan, qui avait précédemment conçu le bâtiment de l'Assemblée nationale vietnamienne, est affecté à la conception du palais des congrès. Quatre modèles sont présentés pour étude en avril 2004. En fin de compte, un design appelé Surfing the East Sea est unanimement choisi par un panel de trente-et-un architectes vietnamiens.
Le projet reçoit l'approbation du gouvernement le 25 octobre 2004 et la construction débute le 15 novembre de la même année. Le 15 octobre 2006, le bâtiment est inauguré.

### Architecture

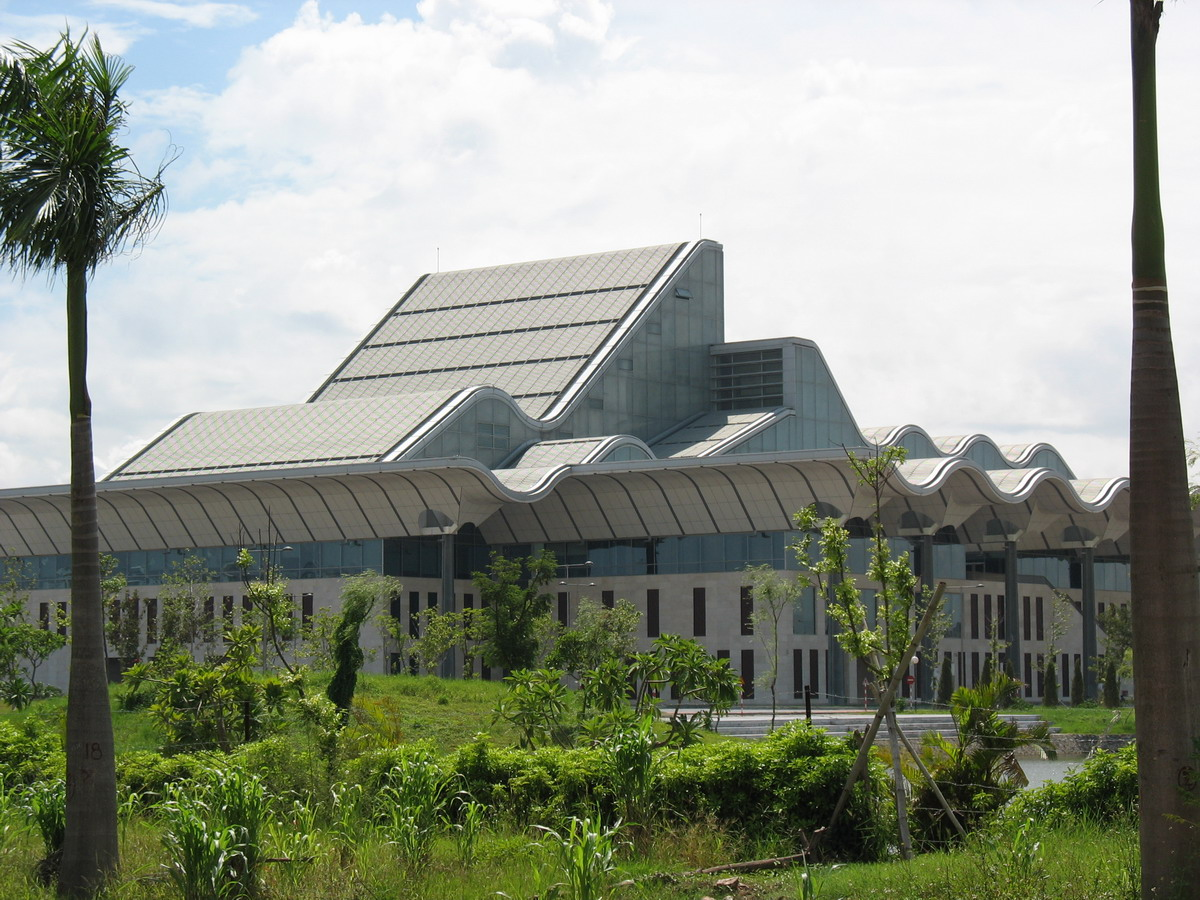
Vue du toit.

La conception du centre s'inspire de la baie de Hạ Long, un site du patrimoine mondial dans la province de Quảng Ninh. Le toit en forme de vague du bâtiment est en acier. La structure principale a une dimension de 215,25 m de longueur et 113,5 m de largeur.

### Installations
L'édifice est le plus grand centre de congrès au Vietnam par superficie, couvrant 64 ha. Ce complexe comprend une place publique, un héliport, un parking souterrain de 1 100 places, un quartier résidentiel et des aménagements paysagers. Le palais des congrès lui-même a une surface de 65 000 m2. Il est équipé de panneaux solaires comme source d'énergie d'appoint.
- 15 000 m2 d'espace d'exposition
- Salle de banquet, pouvant accueillir jusqu'à 1 800 personnes, 2 000 m2[3]
- Salle de réunion principale, 4 256 m2, de 3 747 places avec un diviseur pour une configuration plus petite[4]
- 1 salle de bal
- 2 salles de réunion
- 3 salles de presse et médias
- 24 salles de réunion

## Événements

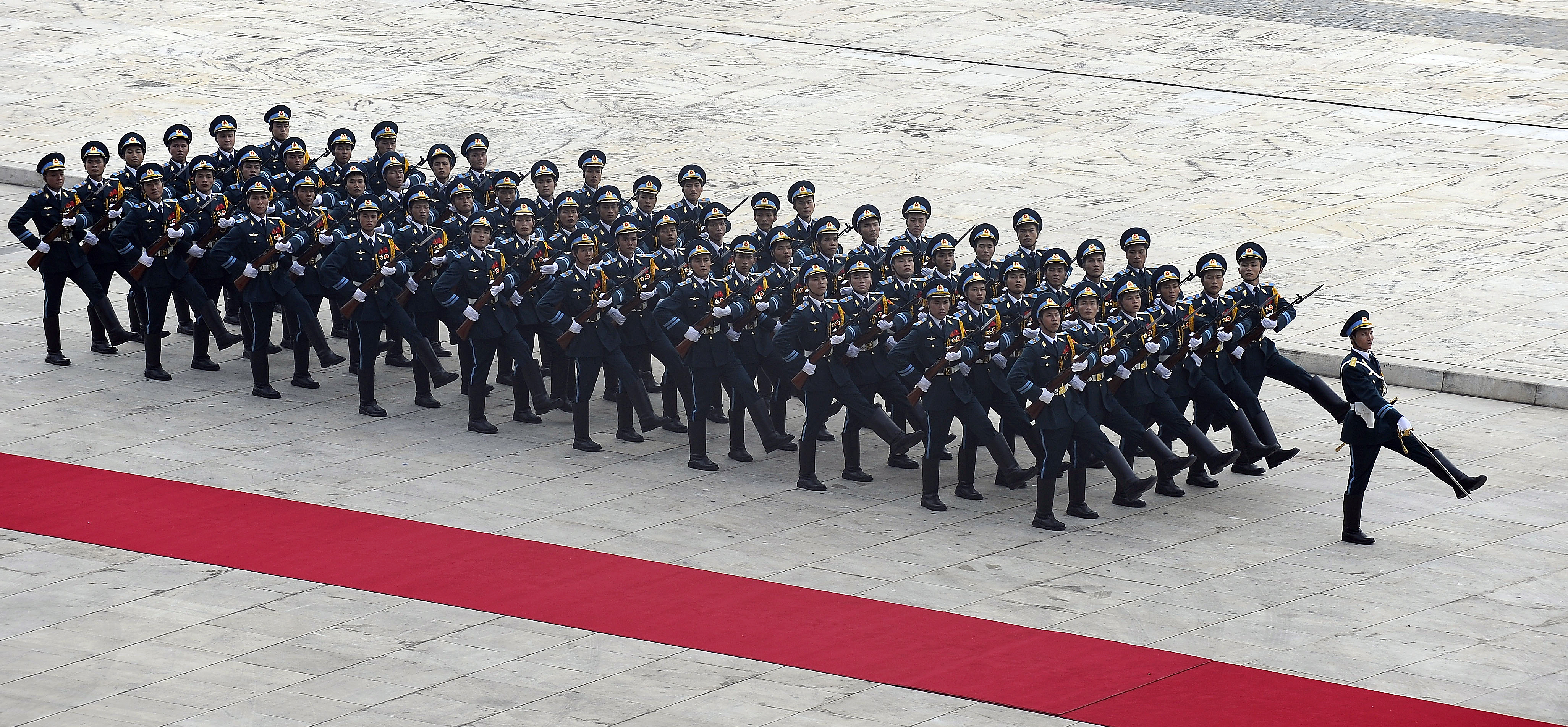
Le bataillon de la garde d'honneur militaire de l'armée populaire du Vietnam lors de la cérémonie d'ouverture du 16e sommet de l'ANASE en 2010.

Le palais a été le lieu de nombreux événements politiques de grande envergure. Certains des événements importants comprennent : 
- Réunion des dirigeants économiques de l'APEC 2006
- 16e sommet de l'ANASE (2010)
- 11e Congrès national du Parti communiste du Vietnam (2011)
- 12e Congrès national du Parti communiste du Vietnam (2016)
- (vi) Bàn thờ đẹp, Application du Feng shui en design d'intérieur au Vietnam, 2009

De nombreux événements culturels et des expositions ont également eu lieu au palais. Plusieurs artistes internationaux dont 2NE1, Boys Like Girls, Kenny G, Kelly Rowland ou Lenka s'y sont produits.